# Charles Rostaing
Charles Rostaing (Istres, 9 de outubro de 1904 — Saint-Mitre-les-Remparts, 24 de abril de 1999) foi um linguista francês, especialista em toponímia.
Rostaing foi um dos especialistas mais conhecidos da toponímia francesa em geral, e da Provença em particular.
Após os seus estudos superiores em Aix-en-Provence de 1923 a 1926 (foi aluno de Georges Lote e Émile Rippert), obtém a agregação da gramática em 1928. Foi professor no liceu em Alès, Toulon e Nice, depois a Paris, de 1934 a 1946.
Em Outubro de 1946, inicia o ensino na formação superior, em língua e literatura da Provença na Faculdade de Letras de Aix-en-Provence.
Depois professor de língua e literatura francesa clássica, sucede a Auguste Brun em 1952 na cadeira de Línguas romanas, que ocupará até a sua ida à Sorbonne, onde foi diretor do Centre d’enseignement et de recherche d'oc (1967 até 1974).

## Obras
- Les noms de lieux, Presses Universitaires de France, Coleção Que sais-je?, 1ª edição 1945, 7ª edição 1969, reeditado em 1992.
- Essai sur la toponymie de la Provence, ed. d'Artrey, Paris, 1950
- Essai sur la toponymie de la Provence (depuis les origines jusqu’aux invasions barbares), Laffite Reprints, Marselha, 1973 (1ª edição 1950)
- Essai sur la toponymie de la Provence, Ed. Jeanne Laffite, Marselha, 1994
- Dictionnaire étymologique des noms de lieux en France, Ed. Larousse, 1968 - Albert Dauzat e Charles Rostaing
- Précis de littérature provençale, Saint-Rémy-de-Provence, 1972 - Charles Rostaing e René Jouveau
- Dictionnaire étymologique des noms de lieux en France, 2ª Edição Librairie Guénégaud, Paris 1978 - Albert Dauzat e Charles Rostaing
- Dictionnaire étymologique des noms de rivières et de montagnes en France, Klincksieck, 1978 - Albert Dauzat, Gaston Deslandes e Charles Rostaing

Obras obtidas da Wikipédia em francês.